# Obina
Manuel de Brito Filho (* 31. Januar 1983 in Vera Cruz (BA)), besser bekannt als Obina, ist ein ehemaliger brasilianischer Fußballspieler.

## Karriere
Seine Karriere begann wenig erfolgreich beim Club EC Vitória. Danach ging er zu Fluminense de Feira FC um etwas mehr Spielpraxis zu bekommen. 2004 kehrt er zu Vitória zurück und schoss endlich viele Tore. Nach einem kurzen Abstecher zu Ittihad FC ging er 2005 zu Flamengo Rio de Janeiro. Im Jahr 2010 stand er bei Atlético Mineiro unter Vertrag. Zum Jahresbeginn 2011 wechselte Obina nach China zu Shandong Luneng Taishan. Dort blieb er bis 2013 unter Vertrag, spielte aber als Leihspieler bereits seit Juli 2012 wieder in Brasilien bei Palmeiras São Paulo und EC Bahia. Danach folgte ein einjähriger Abstecher in die brasilianische Série B 2014 zu América Mineiro. Zum Jahresbeginn 2015 wagte Obina einen neuen Versuch in Asien, diesmal beim japanischen Erstligaaufsteiger Matsumoto Yamaga FC. Hier beendete er 2016 seine aktive Laufbahn.

## Erfolge
Vitória
- Staatsmeisterschaft von Bahia: 2004

Flamengo
- Copa do Brasil: 2006
- Taça Guanabara: 2007, 2008
- Taça Rio: 2009
- Staatsmeisterschaft von Rio de Janeiro: 2007, 2008, 2009

Atlético Mineiro
- Staatsmeisterschaft von Bahia: 2010